# Transgender Health (журнал)
Transgender Health — рецензируемый научный журнал журнал, публикуемый раз в два месяца. Журнал посвящён вопросам здоровья трансгендерных людей. Он был основан в 2016 году и публикуется издательством Mary Ann Liebert. Главным редактором является Robert Garofalo их Северо-Западного университета США.

## Размещение аннотаций и индексирование
Журнал размещает аннотации и индексируется в PsycINFO, Current Contents/Clinical Medicine, Current Contents/Social and Behavioral Sciences, Science Citation Index Expanded и в Social Sciences Citation Index. Согласно Journal Citation Reports, импакт-фактор журнала в 2021 году составляет 4.427.

## Прочие статьи
- Davenport, Liam. First Scientific Transgender Health Journal Coming Soon. Medscape (4 августа 2015). Дата обращения: 25 сентября 2022.